# 상표
상표(商標, trademark, trade mark, trade-mark)는 개인, 사업 단체, 다른 법인에 의해 쓰이는 종류나 표시를 일컫는 말로 제품 및 서비스를 고객에게 다른 실체와 구별하여 독창적으로 알리는 수단이다. 상표는 상품이나 상품의 포장에 붙이거나 서비스 제공에 쓰이는 설비, 도구에 붙인다. 수요자는 상표를 보면서 희망하는 상품이나 서비스를 선택할 수 있다.
상표를 사용하면서 일정한 품질을 지니는 상품, 서비스가 계속 제공될 경우, 신용이 제고되어 재산적 가치가 갖추어지기도 한다. 상표법에 근거하여 등록된 상표를 등록 상표라고 한다.

## 종류
생산자나 판매자 또는 그 집단이 자기상품이나 서비스를 타경쟁자의 것과 구별하기 위하여서 사용하는 표지로서 문자·기호·도형 또는 이들의 결합으로 형성된다. 이것은 일반적으로 상표라 부르고, 호칭으로 될 때는 브랜드(brand)라 한다. 표시할 때는 브랜드 마크(brand mark) 또는 트레이드 마크(trade mark)의 2가지로 하고 있다.
- 상표 표시
  - 상품 표시: 이를 등록 상표, 곧 트레이드마크라고 부른다.
  - 서비스 표시: 이를 서비스 마크, 곧 SM이라고 부른다.
- 문자나 기호, 도형과 같은 이차원적인 물건 말고도, 상품이나 상품의 포장, 가게에 설치한 입체 간판과 같은 입체 상표가 있다. 시각뿐 아니라, 소리, 냄새, 맛, 느낌으로도 상품을 식별할 수 있다.

그 외의 종류에는 다음과 같은 것이 있다.
1. 소유자에 의한 종류 ― ① 생산자가 자기 제품에 붙이는 전국 브랜드(全國商標), ② 판매업자가 상품에 붙이는 사적 브랜드(私的商標)
2. 첨부범위(添附範圍) ― ① 자기 상품 전체에 공통적으로 첨부하는 단일종합브랜드(單一綜合商標), ② 상품군별(商品群別)로 첨부하는 가족브랜드(家族商標), ③ 개별상품마다의 개별브랜드(個別商標), ④ 업자집단이 동종상품에 공통으로 붙인 통일브랜드(統一商品) 등이 있다.

## 상표권
상표권의 규정에 기하여 상표를 등록함으로써 그 지정상품에 대하여 취득하는 독점·배타적인 일체의 권리를 말한다. 상표법은 상표권의 효력에 관해 '상표권자는 지정상품에 관하여 그 등록상표를 사용할 권리를 가진다. 단 그 상표권에 관하여 전용사용권(專用使用權)을 설정한 때에는 전용사용권자가 등록상표를 사용할 권리를 독점하는 범위 안에서는 그러하지 아니한다(제 50조)'고 규정하여 이를 명시하고 있다.
동법에서는 상표등록을 받은 상표를 '등록상표'라 정의하여 그 유형으로서 상표·서비스표·단체표장·업무표장의 4가지를 규정하고 있다. 동법에서 '상표'라 함은 생산·가공 ·증명 또는 판매하는 것을 업으로 영위하는 자가 자기의 업무에 관련된 상품을 타인의 상품과 식별되도록 하기 위하여 사용하는 기호·문자·도형 또는 이들을 결합한 것(標章이라 한다)을 말하며, '서비스표'라 함은 서비스업을 영위하는 자가 자기의 서비스업을 타인의 서비스업과 식별되도록 하기 위하여 사용하는 표장을 말하며, '단체표장'이라 함은 동종업자(同種業者) 또는 동종업자 및 이와 밀접한 관계가 있는 업자가 설립한 법인이 그 감독하에 있는 단체원의 영업에 관한 상품 또는 서비스업에 사용하게 하기 위한 표장을 말하며, '업무표장'이라 함은 영리를 목적으로 하지 아니하는 업무를 영위하는 자가 그 업무를 표상하기 위하여 사용하는 표장을 말한다.
상표등록을 받을 수 있는 자격은 '국내에서 상표를 사용하는 자 또는 사용하고자 하는 자(제3조)'이며 국내에서 영리를 목적으로 하지 아니하는 업무를 영위하는 자는 자기의 업무표장을 등록받을 수 있는데, 현행 상표법의 토지관할은 국내에 한정됨을 나타내고 있다. 동법에서 상표의 사용이라 함은 ① 상품 또는 상품의 포장에 상표를 표시하는 행위, ② 상품 또는 상품의 상표를 표시한 것을 양도 또는 인도하거나 그 목적으로 전시·수출·수입하는 행위, ③ 상품에 관한 광고·정가표·거래서류·간판 또는 표찰에 상표를 표시하고 전시 또는 반포하는 행위를 말하며 서비스표·단체표장·업무표장 역시 동법에 특별히 규정한 것을 제외하고는 상표에 관한 규정을 준용하고 있다.
그러나 어떠한 상표나 등록할 수 있는 것은 아니다. 즉 상표법 제6, 7조의 제한요건에 해당하지 아니하여야 하며, 또한 동일 또는 유사한 상표에 관하여 다른 날에 둘 이상의 상표등록출원이 있는 때에는 먼저 출원한 자만이 그 상표에 관하여 출원을 받을 수 있으며, 같은 날의 경우에는 출원인 간의 협의나 특허청장의 행하는 추첨에 의한 결정으로 하나의 출원만이 상표등록을 받을 수 있다(제13조 先願).
상표등록을 하려는 자는 상공부령(令)이 정하는 상품류 구분 내에서 상표를 사용할 상품을 지정하여 상표마다 출원하여햐 하는데(제10조, 1商標 1出願), 상표등록을 받고자 하는 자는 상표등록 출원신청서를 작성하여 특허청장에게 제출하여야 한다(제9조). 출원서를 접수한 특허청장은 심사관으로 하여금 상표등록출원 및 이의신청을 심의하게 하며(제22조), 특허청장 또는 심판장은 상표에 관한 출원·청구 기타 절차에 흠결이 있을 때에는 기간을 정해 보정(補正)을 명할 수 있고(제13조) 출원인도 사정(査定)의 통지서가 송달되기 전에 출원요지를 변경하지 않는 범위 내에서 당해 출원에 관한 지정상품 및 상표를 보정할 수 있다(제14조).
심사에 있어서 심사관은 사표등록출원이 일정요건에 해당하는 경우에는 그 출원인에게 거절이유를 통지하고 기간을 정하여 의견서를 제출할 수 있는 기회를 주어 거절사정(拒絶査定)을 하여야 하며(제23조), 거절이유를 발견할 수 없는 때에는 출원공고 결정을 하여야 한다(제24조). 출원공고결정이 있는 때에는 특허청장은 그 결정의 등본을 출원인에게 송달하고 그 상표등록출원에 관하여 상표공보(公報)에 게재하여 출원공고(公告)를 하여야 하며 공고가 있는 날부터 30일간 출원서류 및 그 부속서류를 특허청에서 공중의 열람에 제공하여야 한다(제24조).
출원공고가 있는 때에 이의가 있는 자는 누구든지 출원공고일로부터 30일 이내에 특허청장에게 상표등록 이의신청을 할 수 있다(제25조). 상표등록출원에 대하여 거절이유를 발견할 수 없는 때에는 상표등록사정을 하여야 하며 등록사정을 받은 출원인은 상표권을 선정함으로써 상표권자의 권리를 취득하고 특허장은 상표권의 설정등록이 있는 때에는 상표원부(商標原簿)에 기재하고 상표권자에게 상표등록증을 교부하여야 한다(제39조, 40조).
상표권은 설정등록에 의해 그 효력을 발생하며 그 존속기간은 설정등록이 있는 날부터 10년으로 하되 일정요건에 해당하는 경우를 제외하고는 존속기간갱신출원에 의하여 10년간씩 갱신할 수 있다(제42조 참조).
상표권자는 상표권을 이전(양도)할 수 있고 타인(他人)에게 전용사용권(專用使用權)·통상(通常)사용권을 설정할 수 있으며 질권(質權)을 설정할 수 있다(제 52조-64조). 상표권자 또는 전용사용권자는 자기의 권리를 침해한 자 또는 침해할 우려가 있는 자에 대하여 그 침해의 금지 또는 예방을 청구할 수 있으며 손해배상 및 신용회복을 위하여 필요한 조치를 법원에 청구할 수 있다(제65조-70조). 또한 동법에서는 상표권 및 전용사용권의 침해죄에 대해 5년 이하의 징역 또는 2,000만원 이하의 벌금형을 규정하고 있다(제 93조).

## 같이 보기
- 브랜드
- 한국지식재산보호협회
- 브랜드건축가 - 브랜드와 건축가의 합성어의 신조어. 문화 컨텐츠의 특화된 브랜드 전문가를 일컫는 말.
- 등록된 상표 기호